# Père contre fils
Pour plus de détails, voir Fiche technique et Distribution.
Père contre fils (Wyoming Wildcat) est un film américain réalisé par George Sherman, sorti en 1941.

## Fiche technique
- Titre original : Wyoming Wildcat
- Titre français : Père contre fils
- Réalisation : George Sherman
- Scénario : Bennett Cohen (en) et Anthony Coldeway
- Photographie : William Nobles
- Montage : Lester Orlebeck (en)
- Pays de production : États-Unis
- Format : Noir et blanc - 1,37:1
- Genre : western
- Durée : 56 minutes
- Date de sortie : 1941

## Distribution
- Donald Barry : Bill Gannon
- Julie Duncan (en) : Terry Carson
- Frank M. Thomas : Frank Gannon
- Syd Saylor : Butch McCord
- Dick Botiller (en) : Blackie Jordan
- Edmund Cobb : Duke Edwards alias Sam Collins
- Ed Brady : Timmons